# Seventeen (південнокорейський гурт)
Seventeen (кор. 세븐틴, також стилізується як SEVENTEEN або SVT) — південнокорейський хлопчачий гурт, створений Pledis Entertainment у 2015 році. Гурт складається з 13 учасників: Ескупс, Джонхан, Джошуа, Джун, Хоші, Вону, Уджі, Докьом, Мінґю, Діейт, Синґван, Вернон та Діно. Seventeen завоювали велику авдиторію з моменту свого дебюту й стали міжнародно визнаним K-Pop гуртом з авторською музикою та перформансами.
26 травня 2015 року Seventeen дебютували з мініальбомом 17 Carat, що став найтривалішим К-поп альбомом того року, що пробув у чарті США й єдиним альбомом новачків, що потрапив до списку Білборда «10 Best K-Pop Albums of 2015». Seventeen випустили чотири студійні альбоми, 12 мініальбомів, три перевидання та одну збірку.
Seventeen вважається самопродюсованим гуртом ідолів, учасники якої беруть активну участь у написанні пісень, хореографії та інших аспектах своєї музики та виступів. Гурт виступає як один колектив, учасники якого поділяються на три підгрупи (юніти), кожна з різною спеціалізацією: «Хіп-хоп юніт», «Вокальний юніт» та «Перфоманс юніт». Різні корейські та міжнародні ЗМІ називають їх англ. Performance Kings, англ. Theater Kids of K-Pop та англ. K-Pop Performance Powerhouse.

## Назва
Назва «Seventeen» утворили від виразу «13 учасників + 3 підрозділи + 1 гурт», що відображає те, як 13 членів поділені на три різні підрозділи але об'єднані в один гурт.

## Історія

### 2013—2015: Формування та ранні роки
Починаючи з 2013 року, Seventeen з'являлися в регулярних прямих етерах шоу «Seventeen TV» на онлайн-потоковій платформі Ustream. Шоу мало кілька сезонів, у яких були представлені самі стажери, та де вони демонстрували практичні виступи, причому деякі сезони закінчувались концертами «Like Seventeen». До дебюту Seventeen також з'явилися у реаліті-шоу Проєкт Seventeen: великий дебютний план, яке транслювалося на MBC з 2 по 26 травня 2015 року. Шоу завершилось дебютною програмою гурту.
Seventeen дебютували 26 травня у прямій трансляції телеканалу MBC. Вони були першим чоловічим K-pop гуртом, що дебютував з одногодинним прямим етером на головному мовному каналі.

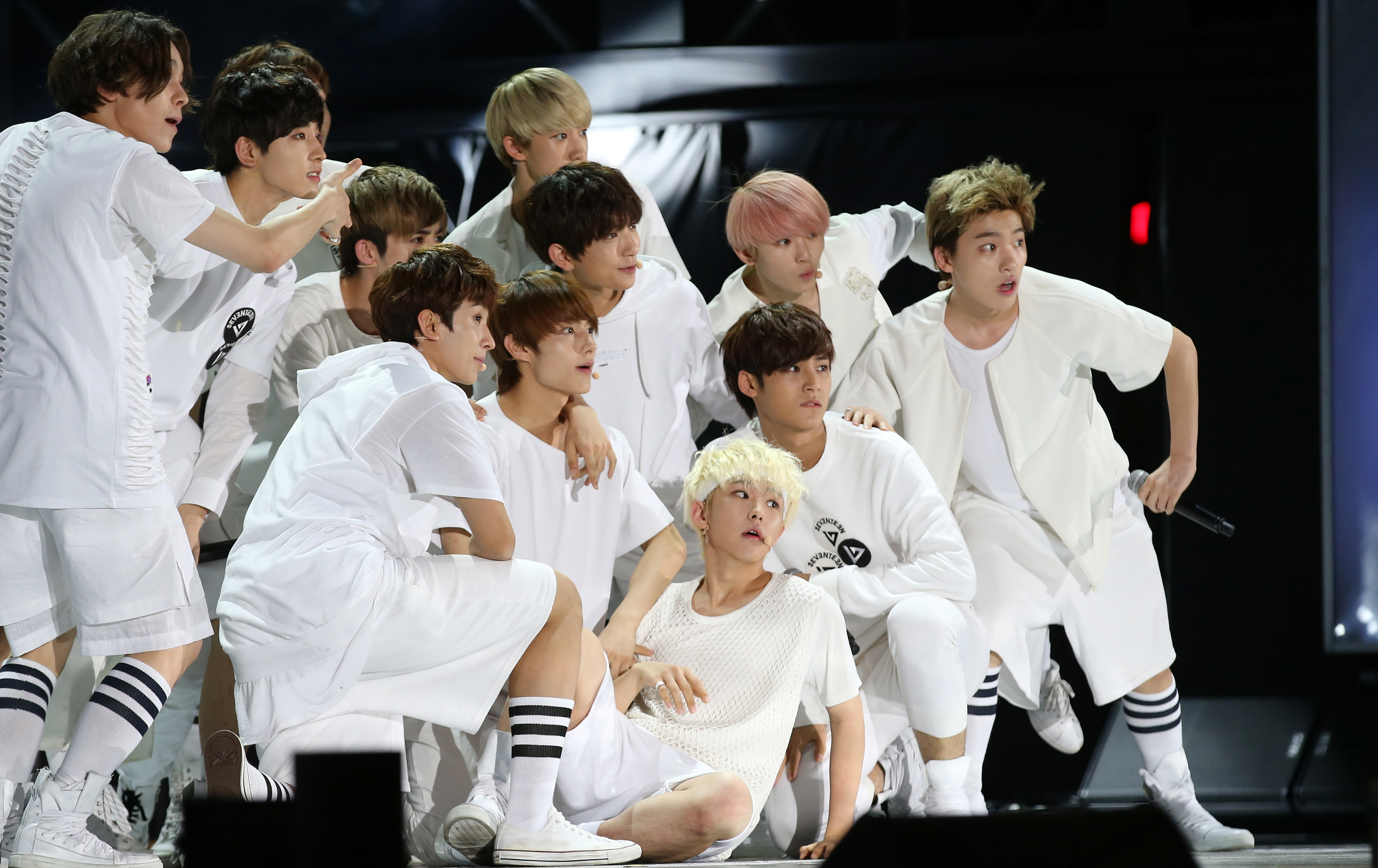
Seventeen виступають на літньому фестивалі K-POP 2015 року в Сеулі.

Три дні потому вийшов їхній перший мініальбом 17 Carat у цифровому форматі. 17 Carat став K-pop альбомом «із найтривалішим перебуванням у чартах» року в США і був єдиним альбомом-новачком, який з'явився у чарті Billboard «10 найкращих альбомів K-Pop 2015 року».
10 вересня вийшов їхній другий мініальбом Boys Be, який згодом став найпопулярнішим альбомом-новачком 2015 року. Успіх альбому приніс гурту нагороди на номінаціях Golden Disk Awards, Seoul Music Awards та Gaon Chart K-Pop Awards. Seventeen також був єдиним K-pop гуртом у списку Billboard «21 Under 21 2015: Music's Hottest Young Stars».
Seventeen провели серію концертів із чотирьох дат під назвою «2015 Like Seventeen — Boys Wish» з 24 по 26 грудня як святкування кінця року в Сеулі. Після успіху концертів, Seventeen провели два пов'язані концерти в лютому 2016 року під назвою «Like Seventeen — Boys Wish Encore Concert».

### 2016: Перший студійний альбом, перша перемога та зростання популярності
Перший повноформатний студійний альбом гурту Seventeen Love & Letter вийшов 25 квітня 2016 року. Окрім успіху на вітчизняних чартах, альбом потрапив до щотижневого чарту поп-альбомів Oricon в Японії. Seventeen отримали свою першу перемогу на музичному шоу з головним синглом альбому «Pretty U». Пізніше Love & Letter був перевиданий як перепакована версія 4 липня разом із головним синглом «Very Nice». Промоушн був одразу супроводжений 1-м Азіатським туром «2016 Shining Diamonds», який включав міста у Південній Кореї, Японії, Сінгапурі, Індонезії, Австралії та Китаї. 5 грудня гурт випустив свій третій мініальбом Going Seventeen.

### 2017—2018: Гастролі, прорив, «Teen Age»та нові мініальбоми

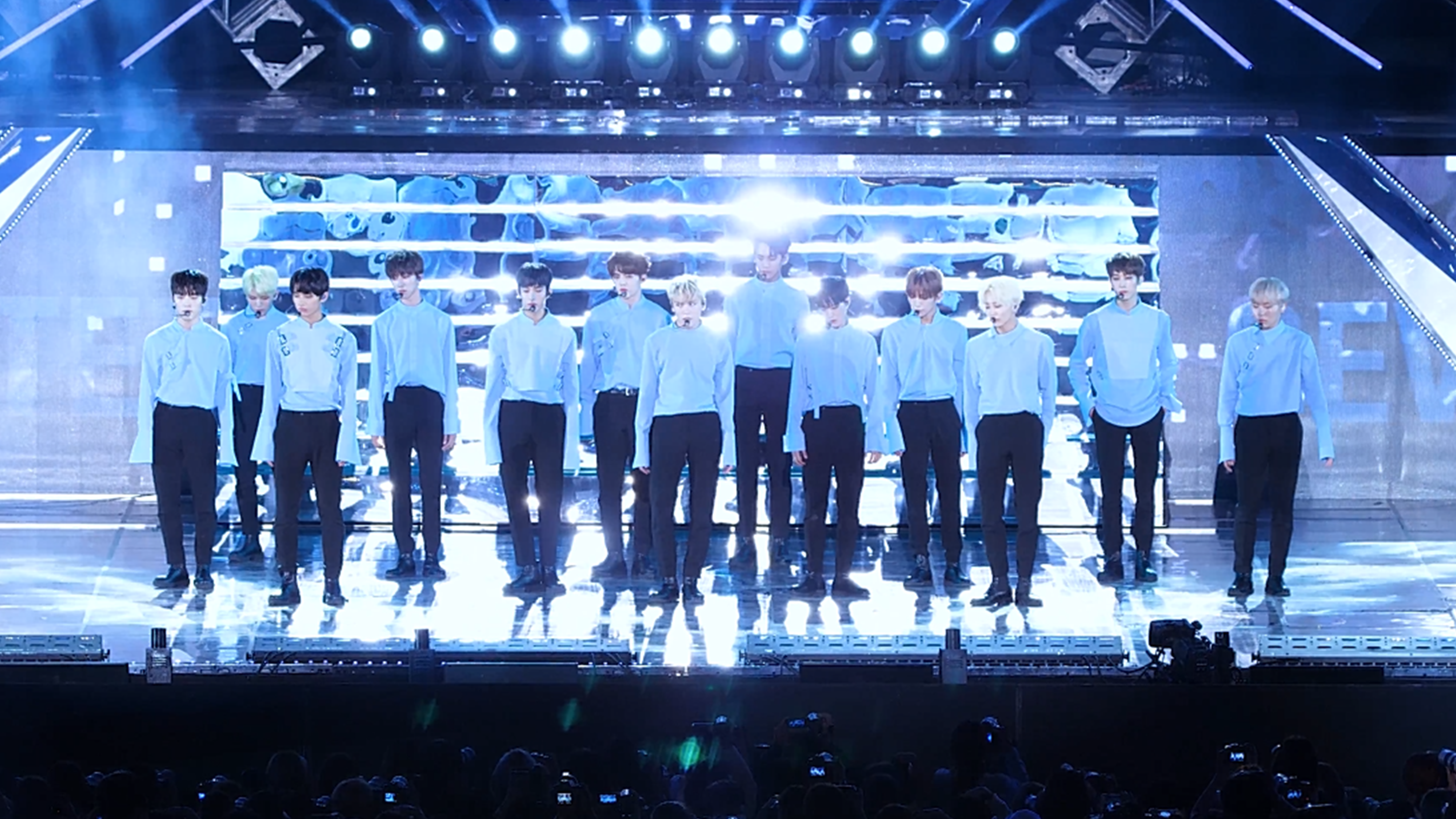
Seventeen виступають із піснею «Don't Wanna Cry» на Dream Concert 2017.

Seventeen провели шість концертів в Японії в період з 15 по 24 лютого, назвавши їх «17 Japan Concert: Say The Name #Seventeen». Концерти залучили загалом 50 000 глядачів, попри те, що гурт офіційно не дебютував в Японії. 1 квітня Seventeen стали першим ідол-гуртом, який провів другий сезон шоу One Fine Day після знімання програми під час перебування в Японії. Другий сезон отримав назву «One Fine Day in Japan» і був створений у співпраці між південнокорейським мовним телеканалом MBC та японською мережею Music On! TV.
Четвертий мініальбом Al1 гурту вийшов 22 травня 2017 року. Він досяг першого місця в Кореї і був проданий у понад 330 000 примірниках до кінця року. Потім було завантажено серію відеозаписів під назвою 2017 Seventeen Project та три музичні відеокліпи з підзаголовком «Chapter 0.5 Before AL1». Гурт завершив своє перше світове турне, 2017 Seventeen 1st World Tour «Diamond Edge», під час якого вони відвідали тринадцять міст Азії та Північної Америки 6 жовтня. 6 листопада гурт випустив свій другий повноформатний студійний альбом Teen, Age.
5 лютого 2018 року Seventeen випустили спеціальний альбом Director's Cut. Попри те, що Director's Cut містив усі треки попереднього альбому Teen, Age, він був представлений як спеціальний альбом замість переупакованого через наявність чотирьох нових треків, включаючи головний сингл «Thanks». Через п'ять днів журнал «Тайм» заніс Seventeen до їхнього списку шести найкращих гуртів K-pop, про яких слід знати.
Seventeen офіційно дебютували в Японії 30 травня зі своїм першим японським мініальбомом We Make You Seventeen випустили свій п'ятий мініальбом You Make My Day 16 липня. You Make My Day — це перший випуск, якому присвоєно статус Platinum. Промоушн цього альбому проходив між концертами «Ideal Cut» у Сеулі та концертами, запланованими в інших країнах Азії.

### 2019—2020: Світовий успіх, міжнародне визнання та«Semicolon»
Seventeen випустили свій шостий мініальбом You Made My Dawn 21 січня. Головний трек «Home» був суттєво популярним релізом, вигравши десять трофеїв на щотижневих музичних шоу. Також мініальбом отримав дві потрійні корони, які складаються з трьох поспіль перемог на будь-якому музичному шоу щотижня, та гранд-шолому, який складається з виграшу трофеїв на Music Bank, Inkigayo, M Countdown, Show! Music Core та Show Champion за один промоутерський період. 29 травня Seventeen випустили свій перший японський сингл «Happy Ending», який досяг 1-го місця в чарті Oricon Daily Singles Chart і отримав статус Платинового від RIAJ.
24 червня Seventeen оголосили про своє світове турне «Ode To You» із зупинками в Азії, Північній Америці та Європі. Останній етап цього туру згодом був скасований, імовірно через пандемію COVID-19 у 2020 році. Seventeen випустили цифровий сингл «Hit» 5 серпня як попередній реліз для свого майбутнього третього повноформатного студійного альбому An Ode. Після виходу 16 вересня альбом за перший тиждень був розпроданий у 700 000 примірниках та допоміг гурту здобути перший десан (головна перемога) за альбом року. Він також був визнаний критиками найкращим альбомом K-pop року за версією Billboard.
1 квітня Seventeen випустили свій другий японський сингл «Fallin' Flower», який посів перше місце в чарті Oricon Daily Singles Chart, і за перший тиждень був проданий кількістю понад 400 000 примірників, забезпечивши собі перше місце на Billboard 's Japan Hot 100 Chart.
13 травня Seventeen випустили першу частину документального циклу «Hit The Road», опублікованого на їхньому каналі YouTube. Документальний фільм пройшов із гуртом за лаштунками під час їхнього туру «Ode to You».
22 червня Seventeen випустили свій сьомий мініальбом Heng: garæ. Heng: garæ був проданий у 1 000 000 примірниках менш ніж за тиждень, зробивши Seventeen офіційним продавцем мільйону примірників і надавши їм сертифікації одразу із двох чартів Hanteo, так і з Gaon. Альбом також був добре відзначений у глобальномих чартах, із 1 позицією в чартах «27 iTunes Top Albums» по всьому світі. 7 липня Heng: garæ посів 1-ше місце в чарті «Oricon Weekly Album Chart». Seventeen стали першим іноземними артистами за останні 12 років, які зробили це, побивши попередній рекорд, встановлений Backstreet Boys.
9 вересня Seventeen випустили свій другий японський мініальбом 24H. Вони були третім гуртом, який досяг № 1 в чарті «Oricon Weekly Album Chart» із чотирма альбомами поспіль, результат, який востаннє був досягнутий у 1977 році шотландською поп-рок-гуртом Bay City Rollers. 9 жовтня 24H отримав платинову сертифікацію від RIAJ за продаж понад 250 000 примірників.
19 жовтня Seventeen випустили свій другий спеціальний альбом Semicolon із провідним синглом «Home;Run». Альбом потрапив у заголовки ще до свого виходу після того, як повідомлялося, що лише за попередніми замовленнями було продано понад мільйон примірників; це другий з альбомів гурту, що досяг межі в мільйон.

## Учасники
| Сценічний псевдонім | Сценічний псевдонім | Сценічний псевдонім | Справжнє ім'я                                   | Справжнє ім'я                        | Дата народження              | Позиція в гурті                                                      |
| Українською         | Латиницею           | Хангилем            | Українською                                     | Хангилем/Ханча/Лат.                  | Дата народження              | Позиція в гурті                                                      |
| ------------------- | ------------------- | ------------------- | ----------------------------------------------- | ------------------------------------ | ---------------------------- | -------------------------------------------------------------------- |
| Ескупс              | S.Coups             | 에스쿱스            | Чхве Синчоль                                    | 최승철                               | 8 серпня 1995 (29 років)     | Лідер, лідер хіп-хоп юніту, репер, вокаліст                          |
| Джонхан             | Jeonghan            | 정한                | Юн Джонхан                                      | 윤정한                               | 4 жовтня 1995 (29 років)     | Провідний вокаліст, віжуал                                           |
| Джошуа              | Joshua              | 조슈아              | Джошуа Хонґ Хон Джісу                           | англ. Joshua Hong кор. 홍지수        | 30 грудня 1995 (29 років)    | Провідний вокаліст, віжуал                                           |
| Джун                | Jun                 | 준                  | Вень Дзюнь Хвей або Вень Цзюнь Хуей Мун Джунхві | кит.: 文俊辉 кор. 문준휘             | 10 червня 1996 (28 років)    | Провідний танцюрист, вокаліст                                        |
| Хоші                | Hoshi               | 호시                | Квон Сунйон                                     | 권순영                               | 15 червня 1996 (28 років)    | Лідер перфоманс юніту, головний танцюрист, провідний вокаліст, репер |
| Вону                | Wonwoo              | 원우                | Чон Вону                                        | 전원우                               | 17 липня 1996 (28 років)     | Репер, вокаліст                                                      |
| Уджі                | Woozi               | 우지                | Лі Джіхун                                       | 이지훈                               | 22 листопада 1996 (28 років) | Лідер вокального юніту, провідний вокаліст, продюсер                 |
| Докьом              | DK / Dokyeom        | 도겸                | Лі Согмін                                       | 이석민                               | 18 лютого 1997 (28 років)    | Головний вокаліст                                                    |
| Мінґю               | Mingyu              | 민규                | Кім Мінґю                                       | 김민규                               | 6 квітня 1997 (27 років)     | Репер, вокаліст, віжуал, обличчя гурту                               |
| Діейт               | The8                | 디에잇              | Сюй (або Сю) Мін Хао Со Мьонхо                  | кит.: 徐明浩 кор. 서명호             | 7 листопада 1997 (27 років)  | Провідний танцюрист, вокаліст, репер                                 |
| Синґван             | Seungkwan           | 승관                | Бу Синґван                                      | 부승관                               | 16 січня 1998 (27 років)     | Головний вокаліст, обличчя гурту                                     |
| Вернон              | Vernon              | 버논                | Хансоль Вернон Чве Чхве Хансоль                 | англ. Hansol Vernon Chwe кор. 최한솔 | 18 лютого 1998 (27 років)    | Репер, вокаліст, віжуал, обличчя гурту                               |
| Діно                | Dino                | 디노                | Лі Чан                                          | 이찬                                 | 11 лютого 1999 (26 років)    | Головний танцюрист, вокаліст, репер, макне                           |

### Хіп-Хоп юніт
- Ескупс (кор.: хангиль: 에스쿱스) — лідер гурту, лідер хіп-хоп юніту
- Вону (кор.: хангиль: 원우)
- Мінґю (кор.: хангиль: 민규)
- Вернон (кор.: хангиль: 버논)

### Вокальний юніт
- Уджі (кор.: хангиль: 우지) — лідер вокального юніту
- Джонхан (кор.: хангиль: 정한)
- Джошуа (кор.: хангиль: 조슈아)
- DK / Докьом (кор.: хангиль: 도겸)
- Синґван (кор.: хангиль: 승관)

### Перфоманс юніт
- Хоші (кор.: хангиль: 호시) — лідер перфоманс юніту
- Джун (кор.: хангиль: 준)
- Діейт (кор.: хангиль: 디에잇)
- Діно (кор.: хангиль: 디노)

## Підгрупи

### BSS
21 березня 2018 року учасники гурту Синґван, Докьом і Хоші дебютували як підгрупа з назвою BSS або BooSeokSoon — загальне прізвисько для трьох членів разом. Підгрупа випустила дебютний сингл «Just Do It» і насолоджувалася коротким періодом промоушну. У січні 2023 року Pledis оголосили, що 6 лютого BSS повернуться після п'яти років перерви з першим сингл-альбомом Second Wind. Сингл-альбом Second Wind вийшов разом із відеокліпом на титульний сингл «Fighting» за участю Lee Young-ji. До альбому увійшли ще дві пісні, «Lunch» та «7PM», в останньому з яких взяв участь норвезький артист Peder Elias. У перший день релізу Second Wind розійшовся тиражем понад 478,000 копії, побивши рекорд продажів за перший тиждень як для альбому, виданого саб-юнітом гурту. До кінця першого тижня альбом розійшовся загальним накладом 610,189 копії. 15 лютого 2023 року BSS здобули свою першу перемогу на музичному шоу MBC M Show Champion з піснею «Fighting», за якою були перемоги на M Countdown, Music Bank, Show! Music Core та Inkigayo.

## Дискографія
- Love & Letter (2016)
- Teen, Age (2017)
- An Ode (2019)
- Face the Sun (2022)

## Фільмографія

### Телебачення
| Рік  | Телеканал | Назва                                  | Прим.  |
| ---- | --------- | -------------------------------------- | ------ |
| 2015 | MBC       | Великий дебютний план (Big Debut Plan) | [ 15 ] |
| 2016 | MBC       | Seventeen's One Fine Day               | [ 94 ] |
| 2017 | MBC       | Seventeen's One Fine Day in Japan      | [ 95 ] |
| 2018 | Mnet      | Клуб SVT (SVT Club)                    | [ 96 ] |

## Концерти та тури

### Хедлайнер

#### Тури Азією
- Seventeen 1st Asia Tour 2016 Shining Diamonds (2016)
- Ideal Cut (2018)

#### Світові тури
- Seventeen 1st World Tour Diamond Edge (2017)
- Ideal Cut (2018)
- Ode to You (2019—2020)

#### Онлайн-концерт
- IN-COMPLETE (2021)

## Нагороди та номінації
Seventeen отримали три нагороди як новачки свого дебютного року. Відтоді вони здобули шість «бонсанів», які є головними призами, і один «десан» або головний приз. Вони також отримали кілька нагород за хореографію та танцювальні номери.
28 жовтня 2020 року Seventeen було нагороджено прем'єр-міністром Південної Кореї «Подякою прем'єр-міністра» за внесок у розвиток сучасної поп-культури та мистецтв Південної Кореї.